# Ставніцер Олексій Михайлович
Олексі́й Миха́йлович Ставні́цер (3 вересня 1942 — 27 лютого 2011) — український підприємець й альпініст. Засновник і колишній власник компанії TIS, яка володіє терміналами в порту «Південний» (місто Південне).

## Життєпис
Олексій Михайлович Ставніцер народився 1942 року в евакуації в сім'ї вихідців з Одеси. Після деокупації Одеси 1945 року родина Ставніцерів повернулася в Одесу. Там Олексій завершив музичну школу для обдарованих дітей імені Петра Столярського, вищу освіту здобув в інституті народного господарства (нині — Одеський національний економічний університет).
Довгий час займався альпінізмом, отримав звання майстра спорту. 1986 року неподалік Ельбрусу організував «Всесоюзний навчальний центр альпінізму», де вперше в СРСР почали навчати промисловому на спортивно-військовому напрямах цього виду спорту. Деякий час перебував у рядах КПРС. Але його виключили з партії після того, як Ставніцер розпочав підприємницьку діяльність.
На початку 1990-х років Олексій Ставніцер заснував першу в Одесі мережу магазинів імпортних продовольчих товарів, потім — перші магазини зброї. З 1993 року почав займатися промисловим виробництвом. На базі колишніх радянських потужностей порту «Південний» було реконструйовано та збудовано Южненський хімічний термінал, найпотужніший у Чорному морі та Україні у своєму класі на той час. Він став основою для компанії «ТрансІнвестСервіс» більше відомої як TIS, оператора вантажних терміналів в акваторії порту «Південний».
Помер 27 лютого 2011 року. Похований 1 березня на Другому Християнському цвинтарі. Через рік по смерті Олексія Михайловича на території перевантажувального комплексу TIS йому було встановлено пам'ятник. А ще через кілька років у селі Визирка, де жив Олексій, на його честь було перейменовано колишню вулицю Чапаєва.

## Родина
Діти
- Єгор Гребенніков (нар. 1972) — підприємець, співвласник TIS;
- Андрій Ставніцер (нар. 1982) — підприємець, співвласник TIS.